# Juli Cubainas
Juli Cubainas (L'Albenca, Òlt, Migdia-Pirineus 1894 – Concòts, Òlt 1975) fou un escriptor i religiós occità. Exercí de capellà al poblet de Concòts, pertanyent a la diòcesi de Caors, i ha col·laborat amb la Societat d'Estudis Occitans i posteriorment amb l'Institut d'Estudis Occitans. Ha traduït diversos llibres de la Bíblia a l'occità en un llenguatge ric i correcte i d'estil pastoral, i algunes obres del llatí. També ha publicat reculls de poemes on canta la vida dels sacerdots del camp occità.

## Obres
- Las georgicas (1927) traducció de l'obra de Virgili.
- Los Sants Evangèlis (1932)
- Lo Libre de Tobias (1942)
- Lo Nobèl Testament (1956)
- Salmes (1967)
- La terra e l'ostal (1935)
- Ome de Dieu (1951)
- Jóia a la gazalha (1965)